# Ponorka typu 092
Ponorka typu 092 (jinak též 09-II, v kódu NATO třída Xia) je třída jaderných raketonosných ponorek Námořnictva Čínské lidové osvobozenecké armády. Jedná se o první čínskou jadernou raketonosnou ponorku a zároveň první jadernou raketonosnou ponorku vyvinutou a postavenou v Asii. Předpokládala se stavba ještě dvou sesterských ponorek, kvůli technickým problémům však byla postavena pouze v jediném exempláři a námořnictvo se soustředilo na vývoj jejího následovníka. Ponorka je stále v aktivní službě, přičemž probíhá stavba druhé generace raketonosných ponorek typu 094.

## Pozadí vzniku
Program stavby ponorek s jaderným pohonem ČLR zahájila v druhé polovině 50. let, tedy v době, kdy potřebovala asistenci i pro stavbu mnohem jednodušších diesel-elektrických typů. Vývoj realizovaný bez zahraniční pomoci trval dlouhá léta, přičemž v průběhu 60. let bylo rozhodnuto postavit nejprve jaderným reaktorem poháněný útočný typ 091 a s využitím takto získaných zkušeností následně zkonstruovat z něj odvozenou raketonosnou ponorku typu 092. Konstrukce ponorky typu 092 přitom začala v roce 1967.
Ponorku postavila loděnice Bohai ve městě Chu-lu-tao v provincii Liao-ning. Kýl ponorky s trupovým číslem 406 byl založen v září 1970, stavbu ale zpozdila náročnost technického řešení i události kulturní revoluce. Ke spuštění na vodu tak došlo po plných deseti letech a oficiálně byla ponorka zařazena do služby v srpnu 1983. Fakticky se z ní ale až do září roku 1987 nepodařilo úspěšně vypustit balistickou raketu. I v následujících letech však ponorku provázely technické problémy a vždy se pohybovala jen v pobřežních oblastech. V letech 1995–2001 byla ponorka modernizována a dostala střely JL-1A s prodlouženým doletem.

## Konstrukce
Konstrukce tohoto typu je vychází z jaderných útočných ponorek typu 091 a obsahuje pouze 15% odlišných komponentů. Trup má kapkovitý tvar, oproti typu 091 však byl zpevněn a prodloužen. Hloubková kormidla jsou umístěna na věži, ocasní kormidla mají konvenční křížové uspořádání. Ponorka nese 12 kusů dvoustupňových balistických raket JL-1A (v kódu NATO CSS-N-3) s doletem okolo 2500 km. Každá raketa nese jednu jadernou hlavici. Další výzbroj představuje šest 533mm torpédometů se zásobou 12 torpéd. Jádrem pohonného systému je jeden tlakovodní reaktor. Lodní šroub je jeden. Ponořená ponorka dosahuje rychlosti 22 uzlů.